# Colosseum (együttes)
A Colosseum brit jazz-rock/progresszív rock zenekar. Eredetileg 1968 és 1971, valamint 1994 és 2015 között működtek. Jon Hiseman halála után, 2020-ban újból összeálltak. Lemezeiket a Fontana Records, Vertigo Records és Dunhill Records kiadók jelentetik meg. 1975-ben Jon Hiseman új együttest alapított, Colosseum II néven, amely szintén progresszív és jazz-rockot játszott. A Colosseum II mára feloszlott.

## Tagok
- Dave "Clem" Clempson – gitár, ének (1969–1971, 1994–2015, 2020–)
- Mark Clarke – basszusgitár, ének (1970–1971, 1994–2015, 2020–)
- Chris Farlowe – ének (1970–1971, 1994–2015, 2020–)
- Kim Nishikawara – szaxofon (2020–)
- Malcolm Mortimore – dob (2020–)
- Nick Steed – orgona (2021-)

Korábbi tagok
- Jon Hiseman – dob (1968–1971, 1994–2015; 2018-ban elhunyt)
- Dave Greenslade – orgona, ének (1968–1971, 1994–2015)
- Dick Heckstall-Smith – szaxofon (1968–1971, 1994–2004, 2004-ben elhunyt)
- James Litherland – gitár, ének (1968–1969)
- Tony Reeves – basszusgitár (1968–1970, 1999-ben Mark Clarke-ot helyettesítette a koncerteken)
- Jim Roche – gitár (1968)
- Louis Cennamo – basszusgitár (1970)
- Barbara Thompson – szaxofon (2004–2015)
- Adrian Askew – orgona (2020–2021)

## Diszkográfia

### Stúdióalbumok
- Those Who Are About to Die Salute You (1969)
- Valentyne Suite (1969)
- The Grass Is Greener (1970)
- Daughter of Time (1970)
- Bread and Circuses (1997)
- Tomorrow's Blues (2003)
- Time on Our Side (2014)
- Restoration (2022)
- XI (2025)